# دانيال ميدينا
دانيال ميدينا (بالإسبانية: Daniel Medina)‏ هو رسام فنزويلي، ولد في 1978.